# Vukan (Raszien)
Vukan (auch Bolkan; * um 1050; † 1114) regierte als Fürst von Raszien etwa 1080 bis 1114.
Vukan wurde von Konstantin Bodin, dem König von Dioklitien, als Župan von Raszien eingesetzt. Nach dem Ableben Konstantin Bodins verlagerte sich der Schwerpunkt des frühen Serbiens ins Landesinnere, nach Raszien. Vukan führte  als Župan Rasziens Krieg gegen Byzanz und hatte bestimmenden Einfluss auf das Königreich Dioklitien. Er wurde schließlich um 1114 von Đorđe, dem Sohn Konstantin Bodins, durch seinen Neffen Uroš, der Sohn seines Bruders Marko ausgetauscht.